# 영화 목록/ㅅ
| #  | ㄱ  | ㄴ | ㄷ | ㄹ | ㅁ | ㅂ |
| ㅅ | ㅇ  | ㅈ | ㅊ | ㅋ | ㅌ | ㅍ |
| ㅎ | A~Z |    |    |    |    |    |

다음은 'ㅅ'자로 시작하는 영화 목록이다.

## 사-섀
- 사도 (2015년)
- 사랑도 통역이 되나요? (2003년)
- 사랑은 너무 복잡해 (2009년)
- 사랑은 비를 타고 (1952년)
- 사마에게 (2019년)
- 사생결단 (2006년)
- 사운드 오브 뮤직 (1965년)
- 사울의 아들 (2015년)
- 사이비 (2013년)
- 삼진그룹 영어토익반 (2020년)
- 새벽을 알리는 루의 노래 (2017년)
- 살인의 추억 (2004년)
- 살인자의 기억법 (2016년)
- 살아있는 시체들의 밤 (1968년)
- 샤이닝 (1980년)

## 서-셰
- 서부전선 (2015년)
- 서부 전선 이상 없다 (1930년)
- 서울역 (2016년)
- 서편제 (1993년)
- 석양의 건맨 (1965년)
- 석양의 무법자 (1965년)
- 설국열차 (2013년)
- 설리: 허드슨강의 기적 (2016년)
- 성난 변호사 (2015년)
- 성냥팔이 소녀의 재림 (2002년)
- 세상의 중심에서 사랑을 외치다 (2001년)
- 세 얼간이 (2009년)
- 센과 치히로의 행방불명 (2001년)
- 셀룰러 (2004년)
- 셜록 홈즈 (2009년)
- 셜록 홈즈: 그림자 게임 (2011년)
- 셜록 주니어 (1924년)
- 셰이프 오브 워터: 사랑의 모양 (2017년)

## 소-쇼
- 소리도 없이 (2020년)
- 소림축구 (2001년)
- 소셜 네트워크 (2010년)
- 소스 코드 (2011년)
- 소시지 파티 (2016년)
- 소울 (2020년)
- 소중한 날의 꿈 (2011년)
- 솔트 (2010년)
- 쇼생크 탈출 (1994년)

## 수-슈
- 수라 (2023년)
- 수어사이드 스쿼드 (2016년)
- 수퍼맨 리턴즈 (2006년)
- 숨은 요새의 세 악인 (1958년)
- 쉐프 (2013년)
- 쉘부르의 우산 (1964년)
- 쉘 위 댄스 (1996년)
- 쉬리 (1999년)
- 쉰들러 리스트 (1993년)
- 슈렉 (2001년)
- 슈렉 2 (2004년)
- 슈렉 3 (2007년)
- 슈렉 포에버 (2010년)
- 슈퍼맨 (1979년)
- 슈퍼맨 2 (1980년)
- 슈퍼맨 3 (1983년)
- 슈퍼맨 4: 최강의 적 (1987년)
- 슈퍼배드 (2007년)
- 슈퍼배드 (2010년)
- 슈퍼배드 2 (2013년)
- 슈퍼배드 3 (2017년)
- 슈퍼 에이트 (2011년)

## 스-시
- 스내치 (2000년)
- 스미스씨 워싱턴에 가다 (1944년)
- 스윙걸즈 (2004년)
- 스윙키즈 (2018년)
- 스즈메의 문단속 (2023년)
- 스쿨 오브 락 (2003년)
- 스타 워즈 에피소드 1: 보이지 않는 위험 (1999년)
- 스타 워즈 에피소드 2: 클론의 습격 (2002년)
- 스타 워즈 에피소드 3: 시스의 복수 (2005년)
- 스타 워즈 에피소드 4: 새로운 희망 (1977년)
- 스타 워즈 에피소드 5: 제국의 역습 (1980년)
- 스타 워즈 에피소드 6: 제다이의 귀환 (1983년)
- 스타워즈: 깨어난 포스 (2015년)
- 스타워즈: 더 라스트 제다이 (2017년)
- 스타워즈: 라이즈 오브 스카이워커 (2019년)
- 스탈린이 죽었다! (2017년)
- 스트레인저 댄 픽션 (2006년)
- 스파이더맨 (2002년)
- 스파이더맨 2 (2004년)
- 스파이더맨 3 (2007년)
- 스파이더맨: 뉴 유니버스 (2018년)
- 스파이더맨: 어크로스 더 유니버스 (2023년)
- 스파이더맨: 파 프롬 홈 (2019년)
- 스파이더맨: 홈커밍 (2017년)
- 스펜서 (2021년)
- 스포트라이트 (2015년)
- 스플라이스 (2009년)
- 스플릿 (2016년)
- 스피드 (1994년)
- 스피드 (2015년)
- 슬럼독 밀리어네어 (2008년)
- 승리호 (2020년)
- 시 (2010년)
- 시간을 달리는 소녀 (2007년)
- 시간이탈자 (2016년)
- 시계태엽 오렌지 (1971년)
- 시네마 천국 (1988년)
- 시동 (2019년)
- 시민 케인 (1941년)
- 시월애 (2000년)
- 시티 오브 갓 (2002년)
- 식스 센스 (1999년)
- 신과함께: 죄와 벌 (2017년)
- 신과함께: 인과 연 (2018년)
- 신기전 (2008년)
- 신세계 (2013년)
- 신문기자 (2019년)
- 실미도 (2003년)
- 심슨 가족: 더 무비 (2007년)
- 싱 스트리트 (2016년)

## 싸-씨
- 싸이보그지만 괜찮아 (2006년)
- 싸이코 (1960년)
- 싸이코 (1998년)
- 쌍화점 (2008년)
- 써니 (2011년)
- 써로게이트 (2009년)
- 썸머 워즈 (2009년)
- 쏘아올린 불꽃, 밑에서 볼까? 옆에서 볼까? (2017년)
- 쏘우 (2004년)
- 쏘우 2 (2005년)
- 쏘우 3 (2006년)
- 쏘우 4 (2007년)
- 쏘우 V (2008년)
- 쏘우: 여섯 번의 기회 (2009년)
- 쏘우 3D (2010년)
- 쏘우: 레거시 (2017년)
- 씨민과 나데르의 별거 (2011년)
- 씽 (2016년)